# Siegfried Ludwig

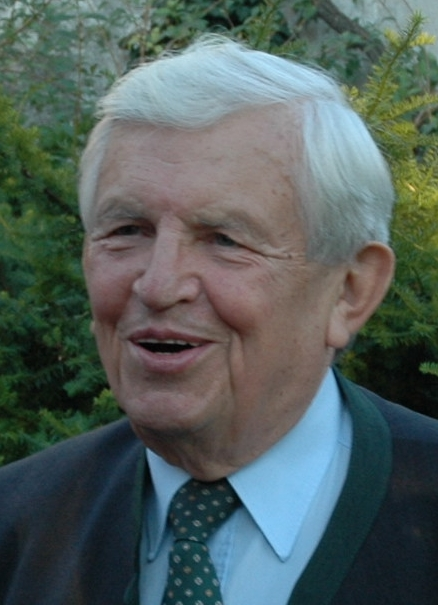
Siegfried Ludwig (2007)

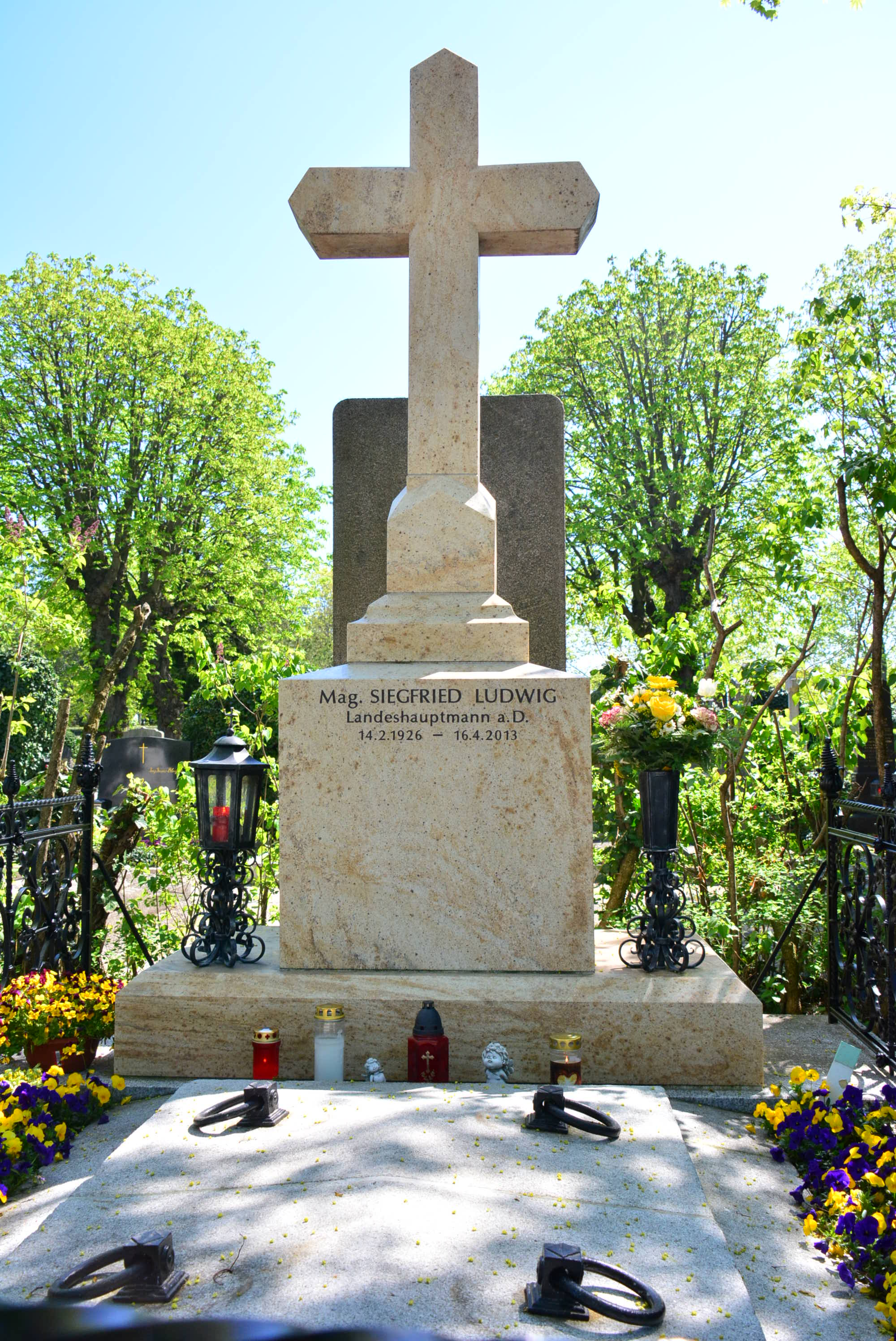
Grab von Siegfried Ludwig auf dem Perchtoldsdorfer Friedhof

Siegfried Ludwig (* 14. Februar 1926 in Wostitz, Tschechoslowakei; † 16. April 2013 in St. Pölten, Niederösterreich) war ein österreichischer Politiker (ÖVP), der von 1981 bis 1992 als Landeshauptmann von Niederösterreich amtierte.

## Leben
Siegfried Ludwig besuchte in Znaim in Südmähren das Gymnasium. Im Jahr 1944 wurde er zum Reichsarbeitsdienst und anschließend zur deutschen Wehrmacht eingezogen. Nach seiner Entlassung aus der sowjetischen Kriegsgefangenschaft zog er 1946 nach Österreich und studierte bis 1953 als Werkstudent Rechtswissenschaft. 1954 trat er in den niederösterreichischen Landesdienst, wo er sich in der Personalvertretung und im ÖAAB engagierte.
Von 1964 bis 1969 war er ÖVP-Abgeordneter im Landtag von Niederösterreich, anschließend bis 1981 Landeshauptmannstellvertreter und von 1981 bis 1992 Landeshauptmann von Niederösterreich. Er folgte damit Andreas Maurer. Zuletzt lebte er in seiner Heimatgemeinde Perchtoldsdorf, wo er von 1975 bis 1981 Bürgermeister war und zum Ehrenbürger ernannt wurde.
Seine Verwicklung in den WBO-Skandal Anfang der 1980er Jahre wurde nie restlos geklärt, da die ÖVP im Landtag einen Untersuchungsausschuss ablehnte.
In seine Ära fiel die von ihm initiierte Landeshauptstadtfrage. 1986 wurde entschieden, dass die Stadt St. Pölten die niederösterreichische Landeshauptstadt wird. Bis 1996 wurde dort das neue Landhausviertel geschaffen,  und die Landesregierung, das Amt der NÖ Landesregierung sowie weitere Institutionen zogen aus Wien in die neue Landeshauptstadt an der Traisen.
Der Bau des Marchfeldkanals fiel in Ludwigs Zeit als Landeshauptmann, ebenso die Gründung der heutigen Donau-Universität Krems. Auch die Teilprivatisierung der EVN wurde unter seiner Ägide durchgeführt.
Er war Mitglied in mehreren Verbindungen des MKV (KÖStV Aggstein St.Pölten, K.Ö.M.V. Nibelungia St. Pölten u. a.) und des ÖCV (KÖStV Austria Wien (seit 1948), KÖHV Neostadia Wiener Neustadt, KaV Norica Wien, KHV Welfia Klosterneuburg, KÖHV Amelungia Wien, KÖAV Floriana St. Pölten, KÖHV Nordgau Wien, KÖStV Veritas Baden).
Er war seit 1986 Träger des Ehrenrings des Landes Niederösterreich und seit 1992 einer der wenigen Ehrenbürger des Landes Niederösterreich.
Nach seiner politischen Tätigkeit war Siegfried Ludwig im Aufsichtsrat der Flughafen Wien AG, an der das Land Niederösterreich beteiligt ist, der Austrian Airlines sowie als Aufsichtsratsvorsitzender der EVN tätig. Weiters war er Obmann der Wohnbaugenossenschaft Alpenland.

## Auszeichnungen
- 1975: Silberne Florianiplakette des Niederösterreichischen Landesfeuerwehrverbandes[3]
- 1982: Goldene Florianiplakette des Niederösterreichischen Landesfeuerwehrverbandes[4]
- 1986: Ehrenring des Landes Niederösterreich
- 1987: Großkreuz des Silvesterordens[5]
- 1992: Ehrenbürger des Landes Niederösterreich
- 1992: Ehrenbürger von Krems an der Donau
- 1997: Ehrensenator der Universität für Weiterbildung Krems[6]
- 2006: Goldener Leopold
- 22. Mai 2009: Mitglied der K.Ö.M.V. Nibelungia St. Pölten im MKV[7]

## Sprüche
Ein bekannter Ausspruch Ludwigs zur Hauptstadtwerdung St. Pöltens ist: „Ein Land ohne Hauptstadt ist wie ein Gulasch ohne Saft.“